# Sardana de punts lliures
La Sardana de Punts Lliures és una sardana en la que els dansaires introdueixen jocs de peus sense deixar el compàs o la rotllana. La dificultat rau en el fet que tots els dansaires han d'estar coordinats i atents per ballar els passos que prèviament han coreografiat i memoritzat. Un dels dansaires va anomenant els diferents noms dels passos i tota la colla els ha d'executar en el moment precís. Generalment, es balla en concursos i es valora no només la coordinació sinó la sincronia amb la música i els diferents punts ballats.

## Campionat de Punts Lliures
En el Campionat de Punts Lliures es valoren coses som l'Originalitat, la dificultat entre d'altres.

### Campionats de Punts Lliures
| Any  | Lloc                  | Alevins                        | Infantils                         | Juvenils            | Grans                    | Veterans                |
| ---- | --------------------- | ------------------------------ | --------------------------------- | ------------------- | ------------------------ | ----------------------- |
| 2024 | Manresa               | Ocells de la Pessigolla(Valls) | Ocells del Bosc(Valls)            | Cabirols(Sabadell)  | Mare Nostrum (Barcelona) | Toc de Dança(Tarragona) |
| 2023 | Sant Cugat del Vallès |                                | Dimoniets(Lleida)                 | Cabirols (Sabadell) | Mirant al cel (Sabadell) | Aires gironins (Girona) |
| 2022 | Balaguer              |                                |                                   |                     | Mirant al cel (Sabadell) |                         |
| 2021 | Sant Feliu de Guíxols |                                | Petita Tarragona Dansa (Taragona) |                     | Mirant al cel (Sabadell) |                         |